# Holding Back the Years
«Holding Back the Years» — песня, записанная британской группой Simply Red.
Вышла как 4-й сингл с их дебютного студийного альбома Picture Book, вышедшего в 1985 году. «Holding Back the Years» достиг № 1 в хит-параде США Billboard Hot 100 и № 2 в официальном чарте Великобритании UK Singles Chart и получил номинации на MTV Video Music Awards и Грэмми в 1986 году.

## История
12 июля 1986 году сингл достиг № 1 в американском Billboard Hot 100, став для группы их первым из двух чарттопперов: в 1989 году на вершину взойдёт сингл «If You Don’t Know Me by Now».
«Holding Back the Years» получил номинацию на премию Грэмми в категории Премия «Грэмми» за лучшее вокальное поп-исполнение дуэтом или группой (и ещё Лучший новый исполнитель) и номинацию на премию MTV Video Music Awards 1986 года в категории Лучшее видео дебютанта.

## Номинации и награды
| Год  | Номинируемая работа      | Категория                                                             | Результат |
| ---- | ------------------------ | --------------------------------------------------------------------- | --------- |
| 1986 | «Holding Back the Years» | MTV Video Music Award for Best New Artist                             | Номинация |
| 1987 | «Holding Back the Years» | Премия «Грэмми» за лучшее вокальное поп-исполнение дуэтом или группой | Номинация |

## Позиции в хит-парадах
Еженедельные чарты:
| Страна                            | Высшая позиция |
| --------------------------------- | -------------- |
| Великобритания (UK Singles Chart) | 2              |
| Ирландия (Irish Singles Chart)    | 1              |
| США (Billboard Hot 100)           | 1              |

Годовые чарты:
| Чарт (1986)                                    | Позиция |
| ---------------------------------------------- | ------- |
| США (Billboard Top Adult Contemporary Singles) | 13      |
| США (Billboard Top Pop Singles)                | 22      |